# Ellis Rapids
Koordinaten: 68° 36′ S, 78° 14′ O
Die Ellis Rapids sind ein in den antarktischen Sommermonaten schnell fließender Schmelzwasserfluss an der Ingrid-Christensen-Küste des ostantarktischen Prinzessin-Elisabeth-Lands. Auf der Mule-Halbinsel fließt er zum Kopfende des Ellis-Fjords.
Das Antarctic Names Committee of Australia benannte ihn in Anlehnung an den gleichnamigen Fjord. Dessen Namensgeber ist der US-amerikanische Fotograf Edwin E. Ellis (* 1924), der für die Luftaufnahmen der Operation Highjump (1946–1947) zuständig war.